# Akademia Górnośląska im. Wojciecha Korfantego w Katowicach
Akademia Górnośląska im. Wojciecha Korfantego w Katowicach – uczelnia niepubliczna w Katowicach.

## Historia

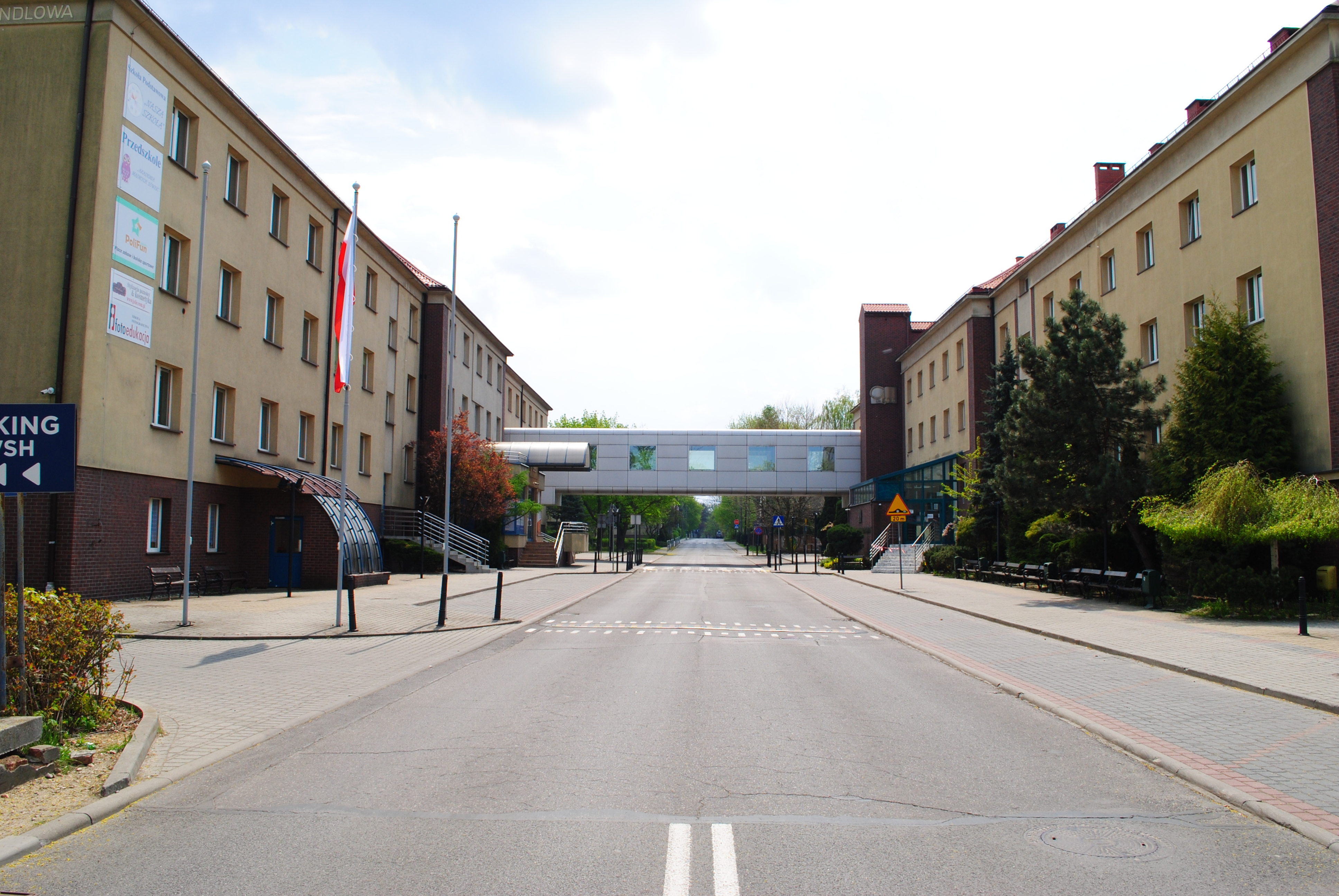
Kompleks budynków AG przy ul. Harcerzy Września w Katowicach

Akademia Górnośląska im. Wojciecha Korfantego w Katowicach (dawniej GWSH) powstała w 1991 roku.
Uczelnia oferuje kształcenie na 14 kierunkach (Administracja, Finanse i rachunkowość, Fizjoterapia, Informatyka, Logistyka, Finanse menedżerskie, Pedagogika, Pielęgniarstwo, Psychologia, Prawo, Zarządzanie, Turystyka i Rekreacja, Kosmetologia, Stosunki Międzynarodowe) oraz kilkadziesiąt specjalności. Uczelnia prowadzi także studia podyplomowe oraz kursy i szkolenia. AG ma dwa wydziały zamiejscowe: w Żorach i w Wiedniu.
W 2002 roku GWSH utworzyła Wydział Zamiejscowy w Żorach. W 2009 roku utworzony został Zagraniczny Ośrodek Dydaktyczny w Wiedniu w Republice Austrii, prowadzący studia na kierunkach: Administracja, Stosunki Międzynarodowe oraz Zarządzanie; następnie w 2013 roku na podstawie decyzji Ministra Nauki i Szkolnictwa Wyższego przekształcony został w Wydział Zagraniczny w Wiedniu, prowadzący studia na kierunku Stosunki Międzynarodowe. Obecnie prowadzone są także studia podyplomowe na kierunkach: Zarządzanie zasobami ludzkimi, Akademia e-marketingu, Ajurweda - holistyczna koncepcja zdrowia, Fotografia w terapii i rozwoju osobistym. 
24 października 2005 roku Wydział Zarządzania uczelni otrzymał na mocy decyzji Centralnej Komisji do Spraw Stopni i Tytułów (nr decyzji: BCK-II-V-1417/2005), uprawnienia do nadawania stopnia naukowego doktora nauk ekonomicznych w dyscyplinie nauk o zarządzaniu. Tym samym AG posiada status uczelni akademickiej.
Od 1 czerwca 2022 r., na mocy Uchwały Założyciela GWSH, Economicus Sp. z o.o. nr 02/05/2022 z dnia 24 maja 2022 r., Górnośląska Wyższa Szkoła Handlowa im. Wojciecha Korfantego w Katowicach zmieniła nazwę na: Akademia Górnośląska im. Wojciecha Korfantego w Katowicach.
Przy AG działają Śląski Uniwersytet Dziecięcy GAUDEMAUS oraz Uniwersytet Trzeciego Wieku.

## Wydziały i kierunki

### Wydział Zarządzania AG w Katowicach
- Zarządzanie (studia licencjackie i magisterskie uzupełniające)
- Administracja (studia licencjackie i magisterskie)
- Finanse i rachunkowość (studia licencjackie)
- Prawo (jednolite studia magisterskie)
- Psychologia (jednolite studia magisterskie)
- Turystyka i rekreacja (studia licencjackie i magisterskie uzupełniające)

- Logistyka (studia inżynierskie)
- Informatyka (studia inżynierskie)

### Wydział Medyczny AG w Katowicach
- Kosmetologia (studia licencjackie i magisterskie uzupełniające)
- Fizjoterapia (studia jednolite magisterskie)
- Pielęgniarstwo (studia licencjackie i magisterskie uzupełniające)

### Wydział Nauk Stosowanych AG w Katowicach
- Pedagogika (studia licencjackie)

### Wydział Zamiejscowy AGwŻorach
- Zarządzanie (studia licencjackie)
- Administracja (studia licencjackie i magisterskie uzupełniające)
- Finanse i rachunkowość (studia licencjackie)
- Finanse Menedżerskie (studia magisterskie)

### Wydział Zamiejscowy AGwWiedniu
- Stosunki Międzynarodowe (studia licencjackie)

#### Studia podyplomowe
- BHP
- Kadry i płace
- Prawo i administracja
- Zarządzanie zasobami ludzkimi
- Negocjacje i mediacje

#### Kursy i szkolenia
- Zarządzanie zespołem pracowniczym
- Profesjonalna obsługa klienta
- Google Analitycs
- Efektywne budowanie zespołów
- Wykorzystanie terapii manualnej w fizjoterapii pediatrycznej – dobór technik w zależności od typu zaburzeń napięcia mięśniowego